# Ya viene el Niñito
Ya viene el Niñito es un villancico andino, su composición musical fue realizada por el ecuatoriano Salvador Bustamante Celi. La letra se encuentra cómo gozos, en la Novena Los Aguinaldos, escrita por el quiteño Fray Fernando de Jesús Larrea y Davalos, obra que fue publicada en 1743. 

## Historia
El autor fue inspirado por la presencia de los franciscanos en su tierra natal (Loja) y que lo motivaron a la composición de músicas sacras y navideñas en honor a las festividades de diciembre. El villancico está compuesto en un Tono del Niño, (mitad sanjuanito y mitad pasacalle), y forma parte junto con otros cánticos populares del libro Cantares del pueblo ecuatoriano, recopilación realizada por el escritor ambateño Juan León Mera.
El villancico fue popularizado en la década de los 60 por el dúo adolescente Los Pibes Trujillo, cuando grabaron el disco titulado Cantan Dulce Jesús Mio.